# Ilomska
El río Ilomska (en serbio cirílico: Иломска) es un importante afluente derecho del río Ugar. Fluye a lo largo de 20 km. 
La fuente del Ilomska se encuentra en las laderas de la montaña Vlašić, aguas arriba de la localidad de Prelivode  (a unos 1550 metros sobre el nivel del mar). El área alrededor de la fuente se llama "Prelivode", con un radio de alrededor de 2-3 kilómetros. Prelivode está en una cresta entre las montañas Vlašić (1933 m) y Meokrnje (1425 m).
Se une al río Ugar  cerca del pueblo Vitovlje. El río es alimentado por afluentes de las montaña Vlašić.
Los más ricos contribuyentes a Manatovac (corriente grande) son Mala Ilomska (Pequeña Ilomska) y Devetero vrela (Nueve resortes), y Crna rijeka (Río Negro). En el Ravni omar (prados de montaña), debajo de la montaña de Lisina, entra en un altiplano estrecho que continúa a "Korićanski la mayoría" (puente de Korićani), y un cañón profundo debajo de Korićanske stijene y Marića stijene (Rocas de Marići).
Después de dos atractivas cascadas, Ilomska desemboca en el Ugar, a pocos kilómetros río abajo del pueblo de Vitovlje.  La cascada más grande es alta 40 m. Las cascadas de esta naturaleza son atraer a los escaladores de montaña, los turistas y los pescadores, y la pared rocosa vertical bajo las caídas del río es adecuado para ejercicios alpinistas.

## Historia
Aproa Ilomska río hay Korićani pueblo y un cañón debajo de ella (Korićanske stijene), el andamio de más de 200 Bosnios y Croatas - las víctimas de la Serbios la policía y las fuerzas del Ejército (el 21 de agosto de 1992), un crimen procesado y condenado por número de procesamientos en el TPIY Tribunal y La Haya.